# I Dreamed a Dream
„I Dreamed a Dream” („Wyśniłam sen” – tłum. D. Wyszogrodzkiego) – pieśń z musicalu Les Misérables, śpiewana przez Fantynę we wstępnej części I aktu. Muzyka autorstwa Claude-Michel Schönberga, tekst angielski napisał Herbert Kretzmer w oparciu o pierwotne francuskie libretto Alain Boublila.
Utwór jest gorzkim lamentem Fantyny nad tragicznym życiem (uwiedzenie, porzucenie przez kochanka) w chwili, kiedy jest wyrzucana z pracy po odkryciu jej tajemnicy (nieślubne dziecko).

## Historia
Utwór był częścią musicalu od samego początku. Pojawił się już na oryginalnym albumie koncepcyjnym, pod tytułem J’avais Rêvé d’une Autre Vie. Wykonała go Rose Laurens. Już w pierwszej inscenizacji scenicznej – oryginalnej paryskiej wersji z 1980 roku – utwór poprzedzony był krótkim wstępem. W takiej (pełnej) wersji jest wykonywany do dziś.
W 1985 roku musical został, po przeróbkach i rozbudowie, przełożony na angielski i wystawiony na londyńskim West Endzie. Spektakl odniósł sukces (jest grany bez przerwy do dzisiaj), a utwór stał się jedną z jego wizytówek. Pierwszą angielską wykonawczynią partii Fantyny była Patti LuPone.

## Wykonania utworu

### W spektaklu
Les Misérables odniósł ogólnoświatowy sukces i został przetłumaczony na ponad dwadzieścia języków. Dotyczy to również samej pieśni. Najbardziej znaczące wykonania utworu to m.in.:
- Randy Graff w Broadwayowskiej premierze z 1987 roku[1]
- Debra Byrne na płycie Complete Symphonic Recording z 1988 (będącej jedynym pełnym zapisem spektaklu w wersji audio, na CD)
- Ruthie Henshall na rocznicowym koncercie Les Misérables – The Dream Cast in Concert w 1995 (z okazji 10 rocznicy anglojęzycznej premiery)
- Lea Salonga na rocznicowym koncercie w 2010 (z okazji 25 rocznicy anglojęzycznej premiery)

W warszawskim spektaklu w Teatrze Muzycznym „Roma” (od 25 września 2010) premierową wykonawczynią była Edyta Krzemień. Jej wykonanie znajduje się również na płycie CD z zapisem spektaklu.

### Covery
Utwór był włączany do repertuaru zarówno przez artystki musicalowe, jak i piosenkarki pop. Doczekał się również wielu męskich wykonań. Wśród znaczących wykonań znajdują się m.in.:
- Michael Crawford (1987)
- Neil Diamond (1987)
- David Essex (1987)
- Aretha Franklin (1991)
- Elaine Paige (1993)
- Martine McCutcheon
- Petula Clark (2001)
- Hayley Westenra (2001)
- Michael Ball (2003)
- Lea Salonga (2007)
- Judy Kuhn (2007)
- Sierra Boggess (2010)
- Anne Hathaway (2012)

### Wersja Susan Boyle
11 kwietnia 2009 telewizja BBC wyemitowała premierowy odcinek trzeciej serii programu Britain’s Got Talent, w którym wystąpiła amatorska śpiewaczka Susan Boyle. Czterdziestosiedmioletnia, samotna gospodyni domowa zdecydowała się zaśpiewać „I Dreamed a Dream”, budząc początkowo niedowierzanie oraz dezaprobatę zarówno widowni, jak i jury, jednak brawurowe wykonanie trudnego technicznie utworu wzbudziło aplauz i owację na stojąco. Dzięki serwisowi YouTube wystąpienie to błyskawicznie przekroczyło granice Wielkiej Brytanii, stając się ogólnoświatowym faktem kulturowym. Film ten stał się najczęściej oglądanym na YouTube w roku 2009, przekraczając 120 milionów wyświetleń. Susan Boyle wykonała utwór ponownie w finale programu zajmując w nim 2. miejsce. Sukces przyczynił się również do renesansu zainteresowania samą piosenką, jak i całym musicalem.
Dzięki rozgłosowi medialnemu i drugiemu miejscu w finale programu Susan Boyle wydała w 2009 album I Dreamed a Dream, który zawierał także tytułowy utwór.